# エステラ・ケルセンバウム・オレフスキー
エステラ・ケルセンバウム・オレフスキー（Estela Kersenbaum Olevsky, 1943年8月13日 - ）は、アルゼンチン出身のピアノ奏者。
ブエノスアイレスにエステラ・ケルセンバウムとして生まれる。カルロス・ロペス・ブチャルド国立音楽院でマリア・アンヘリカ・ロルダンとエウヘニオ・ブレースにピアノを学び、アルベルト・ヒナステラの薫陶も受けた。1960年に音楽院を卒業後は、テアトロ・コロンの附属音楽学校に行き、1964年に指揮法で学位をとった。1965年にユリアン・オレフスキーとデュオを組み、その後結婚した。
1968年から2003年までアマースト大学で教鞭を執り、2003年に名誉教授となった。

## 註
1. ↑  prabook.org
2. ↑  umass.edu

| スタブアイコン | サブスタブ | この項目は、まだ閲覧者の調べものの参照としては役立たない、人物に関連した書きかけの項目です。この項目を加筆・訂正などしてくださる協力者を求めています（P:人物伝/PJ:人物伝）。 |